# Détroit de Drøbak
Le détroit de Drøbak (en norvégien :Drøbaksundet) est le détroit où l' Oslofjord intérieur se rétrécit devant la côte de Drøbak pour devenir après l'Oslofjord extérieur.  Il est la partie la plus étroite du fjord d'Oslo.
Le passage de Drøbak est un haut-fond qui limite la circulation maritime dans l'Oslofjord, puisque la profondeur de l'eau n'est que de 19 mètres. Le socle rocheux est constitué de schistes du cambrien/silurien appartenant au Rift d'Oslo. 

## Historique

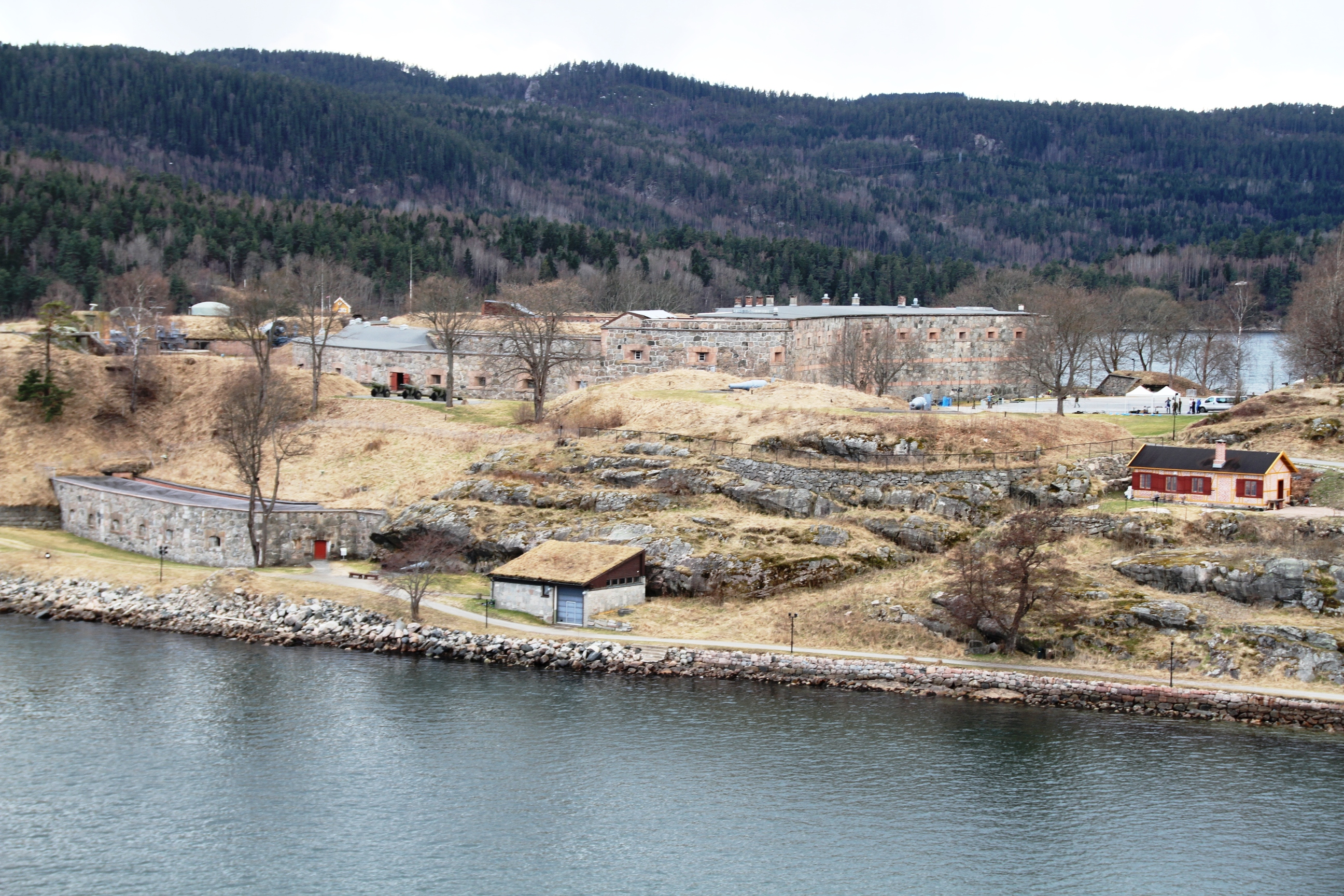
Forteresse d'Oscarsbord

Le détroit de Drøbak était autrefois gardé par la forteresse d'Oscarsborg sur Nord et Sud Kaholmene. La forteresse a été transformée en musée et en hôtel. Il y a un ferry qui dessert l'île depuis Drøbak.
Lors de l'opération Weserübung, le croiseur lourd allemand Blücher est coulé dans ce détroit le 9 avril 1940 proche d'Askholmene, lors de ce qui est appelé la bataille du détroit de Drøbak.